# Абдирашев, Жараскан
Жараскан Абдирашев (каз. Жарасқан Әбдірашев; 7 марта 1948, Аманоткель — 10 февраля 2001, Алма-Ата) — казахский и советский писатель, поэт и журналист, редактор, критик, переводчик.

## Биография
Родился 7 марта 1948 года в селе Аманоткель Аральского района Кызылординской области.
В 1969 году окончил филологический факультет Казахского государственного университета им. С. М. Кирова. В 1969—1994 — корреспондент газет «Лениншіл жас» (ныне «Жас Алаш») и «Қазақ Әдебиеті», альманаха «Жалын», журн. «Жұлдыз», главный редактор по художественному переводу и литературным связям при Союзе писателей Казахстана, главный редактор музыкально-развлекательного театра «Тамаша».
В 1969 вышла «Первая книга». Выпустил сборники «Ақ қайран» (1970), «Найзағайлы жаз» (1971), «Саяхат» (1972), «Дала, сенің ұлыңмын» (1975), «Соғыстан соң туғандар» (1977, 1993), «Перзент парызы» (1980), «Сана соқпағы» (1988), «Шежірелі шаңырақ» (1998). Книга Абдирашева «Әзілің жарасса» (1989) сформировала жанр эпиграммы в казахской литературе. Автор монографии «Парасат пен парыз» (1973). Перевёл произведения А. С. Пушкина, Р. Тагора, П. Элюара, Я. Купалы, К. Чуковского, А. Блока. Произведения Абдирашева переведены на немецкий, венгерский, русский, украинский, узбекский, таджикский, азербайджанский, туркменский, киргизский, якутский языки. Лауреат премии Союза писателей Казахстана им. М. Жумабаева (1989).

## Семья
Жена — Назик (Назигуль) Нургалиевна Мергенбаева, филолог, педагог, преподаватель казахского языка, родственница жены народного писателя М. Магауина. На свадьбе присутствовал К. Мырзали.
Сыновья — Рустам Абдирашев,
Шынгыс Абдрашев, Жанибек Абдрашев.